# بلو مون أودوم
بلو مون أودوم (بالإنجليزية: Blue Moon Odom)‏ هو لاعب كرة قاعدة أمريكي، ولد في 29 مايو 1945 في ماكون في الولايات المتحدة.

## وصلات خارجية
- بلو مون أودوم على موقع دوري كرة القاعدة الرئيسي (الإنجليزية)
- بلو مون أودوم على موقعبيزبول رفرنس.كوم (الدوري الرئيسي) (الإنجليزية)
- بلو مون أودوم على موقعبيزبول رفرنس.كوم (الدوري الثانوي) (الإنجليزية)
- بلو مون أودوم على موقع جمعية أبحاث البيسبول الأمريكية (الإنجليزية)
- بلو مون أودوم على موقع إي إس بي إن.كوم (أم.أل.بي) (الإنجليزية)
- بلو مون أودوم على موقع مشجعي الرسوم البيانية (الإنجليزية)
- بلو مون أودوم على موقع قاعة جورجيا للمشاهير الرياضية (مؤرشف) (الإنجليزية)